# 다이나믹디자인
다이나믹디자인(영어: Dynamic Design Co., Ltd.)는 대한민국의 타이어 금형 제조·판매 기업이다. 본사는 광주광역시 북구 첨단연신로29번길 12에 위치해 있으며 대표이사는 황응연이다. 인도네시아의 니켈 광산을 인수를 추진중에 있다.

## 역사
세화아이엠씨에서 현재의 사명으로 변경하였다.

## 종속기업
- 한국 다이나믹벤처스
- 루마니아 DYNAMIC DESIGN EUROPE RO S.R.L.

## 같이 보기
- 니켈
- 황금에스티
- STX
- 율호
- 티플렉스
- KG케미칼
- 한국프리시전웍스

## 참고문헌
1. ↑  다이나믹디자인 "친환경 니켈 제련 플랜트 사업 검토", 뉴스핌, 2024년 1월 3일
2. ↑  다이나믹디자인, 伊 피렐리타이어 전략공급사 선정, 딜사이트, 2023년 12월 8일
3. ↑  다이나믹디자인, 니켈 광산 취득 위해 내달 초 실사진 출국...실체성 상업성 최종 입증후 니켈 광물사업 다각화 추진, 서울경제, 2023년 7월 10일